# Perdicas (general)
|  | Per al general i diàdoc de l'època d'Alexandre el Gran, vegeu Perdicas d'Orèstia |

Perdicas (en llatí Perdiccas, en grec antic Περδίκκας) va ser un general macedoni, un dels lloctinents d'Èumenes de Càrdia l'any 321 aC en la guerra contra Antígon el Borni. Havia servit sota Alexandre el Gran durant els darrers anys.
Estava disposat a passar-se a l'enemic quan Èumenes se'n va assabentar i va enviar Fènix de Ténedos contra ell. Fènix va ocupar el seu campament per sorpresa una nit, el va fer presoner i el va portar davant d'Èumenes que el va fer executar.